# Frank Cuprien

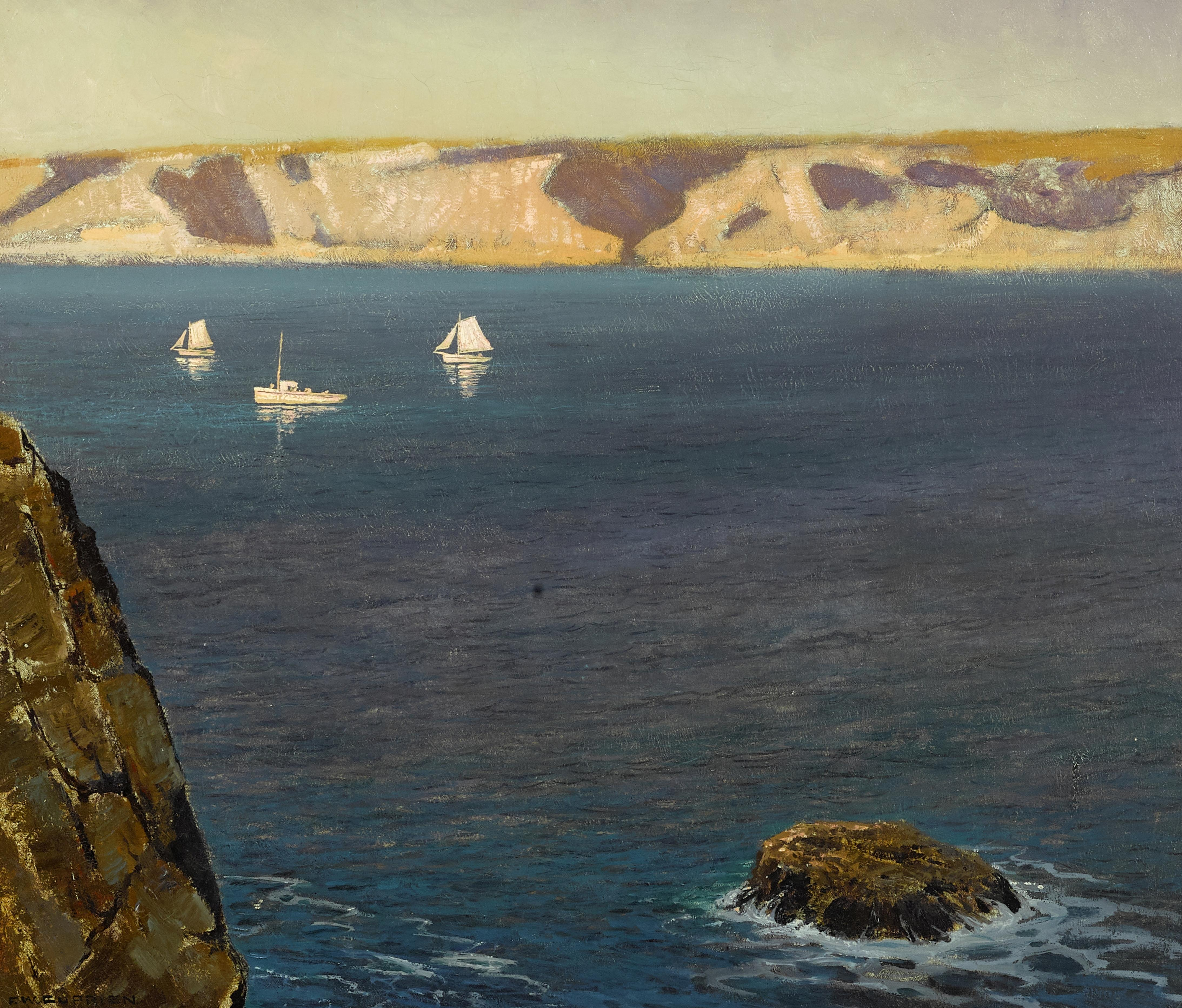
Frank William Cuprien: Shadows of Evening

Frank William Cuprien (* 23. August 1871 in Brooklyn, New York, USA; † 21. Juni 1948 in Laguna Beach, Kalifornien) war ein US-amerikanischer Maler der kalifornischen Pleinair-Impressionisten. Er ist vor allem für seine maritimen Abend- und Küstenlandschaften bekannt. Er wurde als der „Dean of Laguna Artists“ bezeichnet.

## Leben

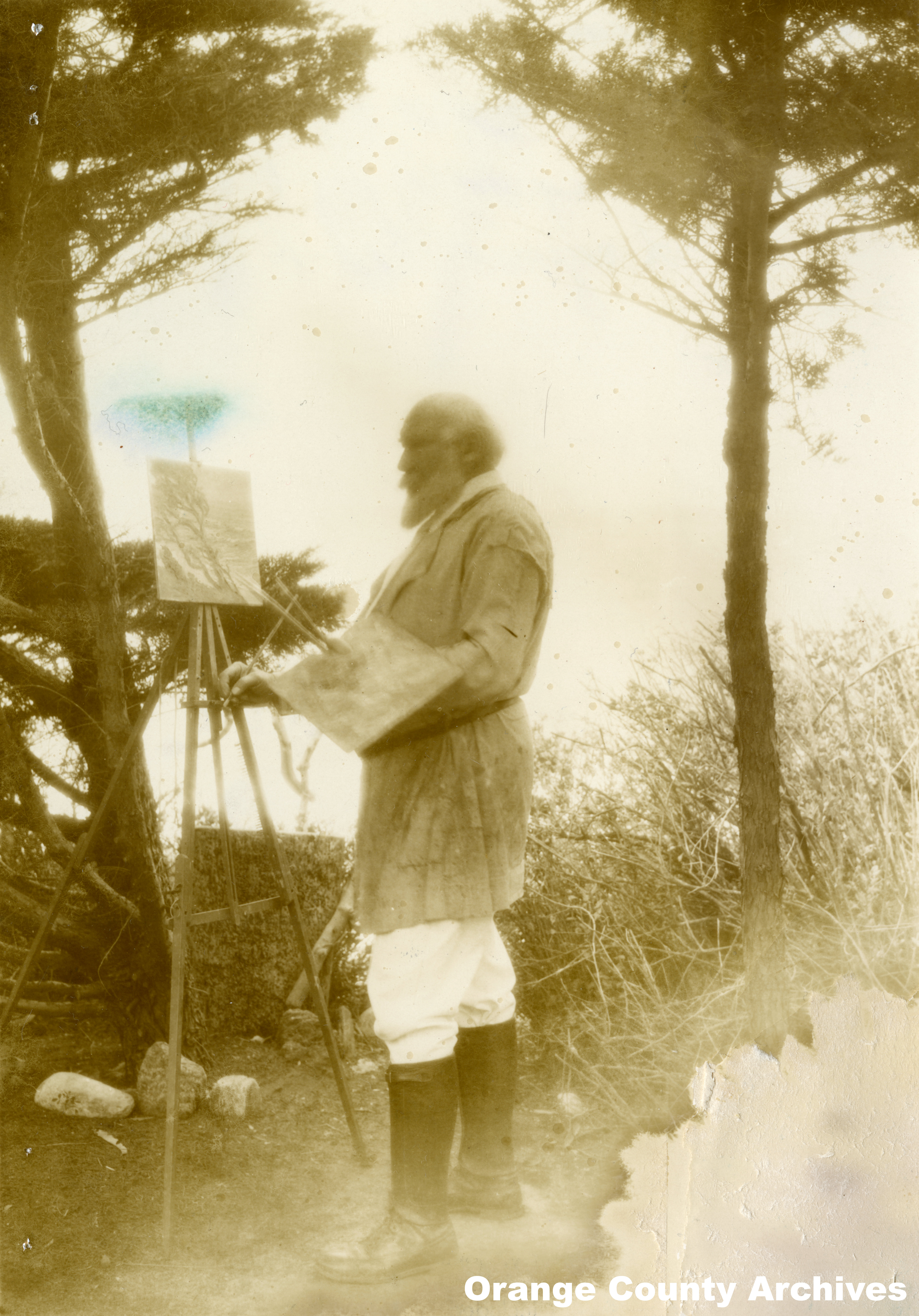
Frank Cuprien (undatiertes Foto)

Mit 18 Jahren begann Frank Cuprien ein Kunststudium in New York City an der Art Students League und der Cooper Union. Anschließend arbeitete er mit Carl Philipp Weber in Philadelphia zusammen. Er war auch Musiker und studierte bis 1905 Musik und Kunst in München, Paris und Leipzig. Nach seiner Rückkehr in die USA lehrte er fünf Jahre lang an der Baylor University. Seine Liebe zur Marinemalerei lockte ihn im Jahr 1912 nach Südkalifornien. Er lebte kurzzeitig auf Catalina Island und ließ sich dann in Laguna Beach nieder, wo er den Rest seines Lebens verbrachte. Sein rustikales Atelier, das er „The Viking“ nannte, lag auf einem Hügel mit Blick auf den Ozean. Es war ein Treffpunkt für Bohemiens, die er gerne mit Klavierkonzerten und Ausstellungen seiner Gemälde unterhielt. Nach einem Schlaganfall wurde er in die Scripps Clinic gebracht, wo er am 21. Juni 1948 verstarb. Sein gesamter Nachlass wurde der Laguna Beach Art Association vermacht.

## Werk
Frank Cuprien malte vorwiegend Meeres- und Küstenlandschaften in opaleszenten, pastelligen Farbtönen. Auf seinen Bildern ist das Meer häufig in stimmungsvollen Abend- und Dämmerungsmomenten zu sehen, in denen es ruhig ist. Cuprien kombinierte traditionelle Kompositionselemente mit impressionistischer Farbgebung und lotete die atmosphärischen Lichtverhältnisse des Pazifiks aus. Seine Arbeiten erinnern an die von William Trost Richards, setzen jedoch auf weiche Farbharmonien und detailreiche Oberflächen.

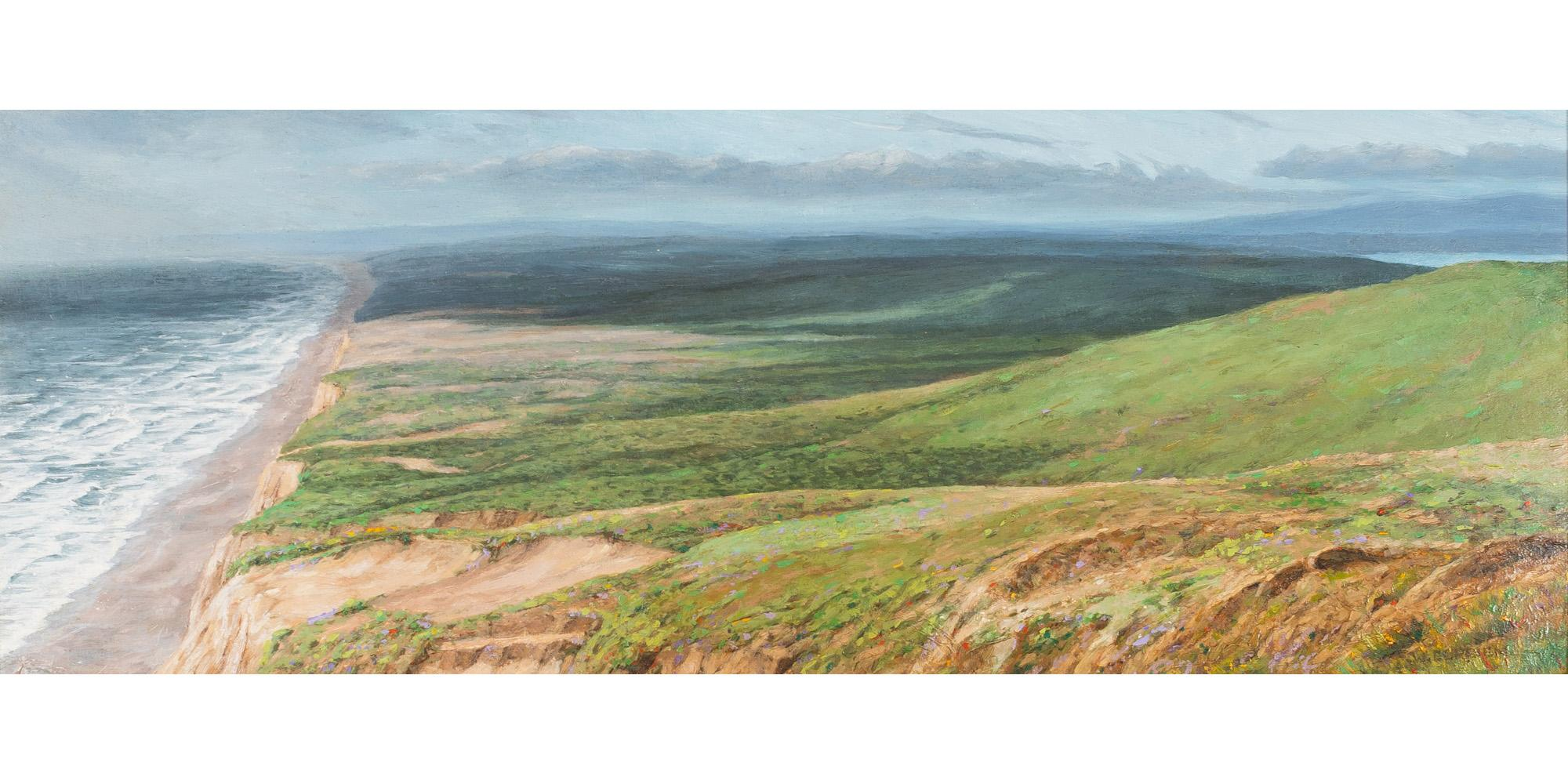
Frank Cuprien: The Majesty of Laguna Beach

Werke von ihm befinden sich unter anderem im Laguna Art Museum, im Los Angeles County Museum of Art, im Bowers Museum in Santa Ana und im Springville Museum of Art zu sehen.